# San Giacomo Maggiore tra san Girolamo e un santo diacono
San Giacomo Maggiore tra san Girolamo e un santo diacono è un affresco del pittore veronese Domenico Morone, successivamente staccato e collocato nel museo di Castelvecchio a Verona.
L'opera venne originariamente creata per decorare l'ospedale del Corpus Domini, parzialmente demolito per opportunità militari dai veneziani nel 1508 e i cui resti vennero poi inglobati nel monastero di Santa Maria degli Angeli. Da qui, nel 1875, Pietro Nanin, ne effettuò lo stacco poiché il locale dove si trovava era stato nel frattempo adibito a lavanderia. L'affresco appare oggi fortemente rovinato dal tempo ma, nonostante ciò, è stato possibile osservare come questo sembra apparire come non finito, lasciando supporre un abbandono repentino dell'opera per un inspiegabile motivo.
Al centro vi è rappresentato san Giacomo Maggiore, riconoscibile dal bastone, mentre alla sua sinistra san Girolamo e alla destra un santo non ben identificato, ma è lecito supporre che possa essere san Lorenzo.
Nel passato la paternità dell'opera è stata attribuita a diversi pittori, tra cui Falconetto e Liberale da Verona, ma a partire dagli anni 1990 la critica si è espressa quasi all'unanimità per un giovane Domenico Morone che, grazie alla datazione al 1470 ricavata da un appunto dell'architetto Gaetano Cristofoli, ne farebbe la sua prima opera leggibile conosciuta.